# Порто деј Пескатори (Фиренца)
Порто деј Пескатори је насеље у Италији у округу Фиренца, региону Тоскана.
Према процени из 2011. у насељу је живело 38 становника. Насеље се налази на надморској висини од 16 м.